# Suratá
Suratá – miasto w Kolumbii, w departamencie Santander.